# Palatul Ghica Tei
Palatul Ghica Tei  este un edificiu din București, sectorul 2, situat în Parcul Plumbuita, care mărginește latura sudică a lacului, ridicat de domnitorul Grigore Dimitrie Ghica în anul 1822, după planurile arhitectului catalan-român Xavier Villacrosse, pe locul vechii case părintești a banului Dumitrache Ghica.

## Arhitectură și funcție
Este o construcție realizată în stilul neoclasic al arhitecturii italiene, având și câteva elemente ale Renașterii franceze, în conformitate cu tendința de occidentalizare a Principatelor Române de la începutul secolului al XIX-lea. Palatul este construit pe două niveluri, parter și etaj. Intrarea de la parter este încadrată de lei sculptați. Cornișa de deasupra intrării este decorată cu un altorelief care reprezintă două tunuri și două drapele. Sub aceasta se află timpanele împodobite cu șase nimfe înaripate ce întind cununi de laur, inspirate din figurile frizei de la cazarma Pavlovsk din Petrograd. În interior se păstrează decorația originară a câtorva saloane ale căror plafoane care reprezintă scene mitologice, personaje alegorice și motive vegetale, pictate de italianul Giacometti.
Pe o placă de marmură, amplasată mai târziu, figura un text despre construirea palatului.
| “ | zidit din temelie de către Voevodul Grigore Ghika VIII, Domn al Țării Românești, pe moșia sa domnească Colentina, în anul 1822. Aci fu odinoară falnica sa locuință de vară, alături de care, spre dreapta cuviință, a înălțat apoi întru slava și pomenirea lui Dumnezeu biserica familiei cu hramul Înălțarea Domnului și a împodobit-o cu frumoase daruri prin înalta și statornica sa voință. | ” |

Cu limbă de moarte, domnitorul a lăsat "Legatul Măriei Sale întru pomenire Grigore Ghika Voevod pentru Moșia Colentina din anul 1833", redactat în limba greacă, prin care impunea generațiilor următoare să conserve acest locaș pentru "plăcerea nevinovată și petrecerea plăcută a poporului", fiind creat în acest scop Așezământul Ghika Voevod, devenit ulterior "fundațiune".
În anul 1978, palatul a fost restaurat de Sorin Ilfoveanu, Elena Roșca și Dan Broscăuțeanu.
Clădirea a servit ulterior ca prefectură a județului Ilfov sau ca sediu al Ministerului Sănătății. Alături de Palatul Ghica Tei se află Biserica Teiul Doamnei Ghica.
Începând cu anii 70 și pana la revoluție, în Palatul Ghika a funcționat un restaurant.
Palatul Ghica Tei a fost preluat, in luna iulie a anului 2003, de către Ralleti Simone Helene, care a dovedit în instanță că este descendenta familiei primului domnitor român de după fanarioți. În clădire funcționează așezământul Ghica Voievod, fundație înființată de domnitorul Grigore Ghica în anul 1833. Fundația nu a fost niciodată desființată, iar administrarea clădirii și a terenului trebuie încredințată, conform testamentului, unui epitrop.

## Imagini

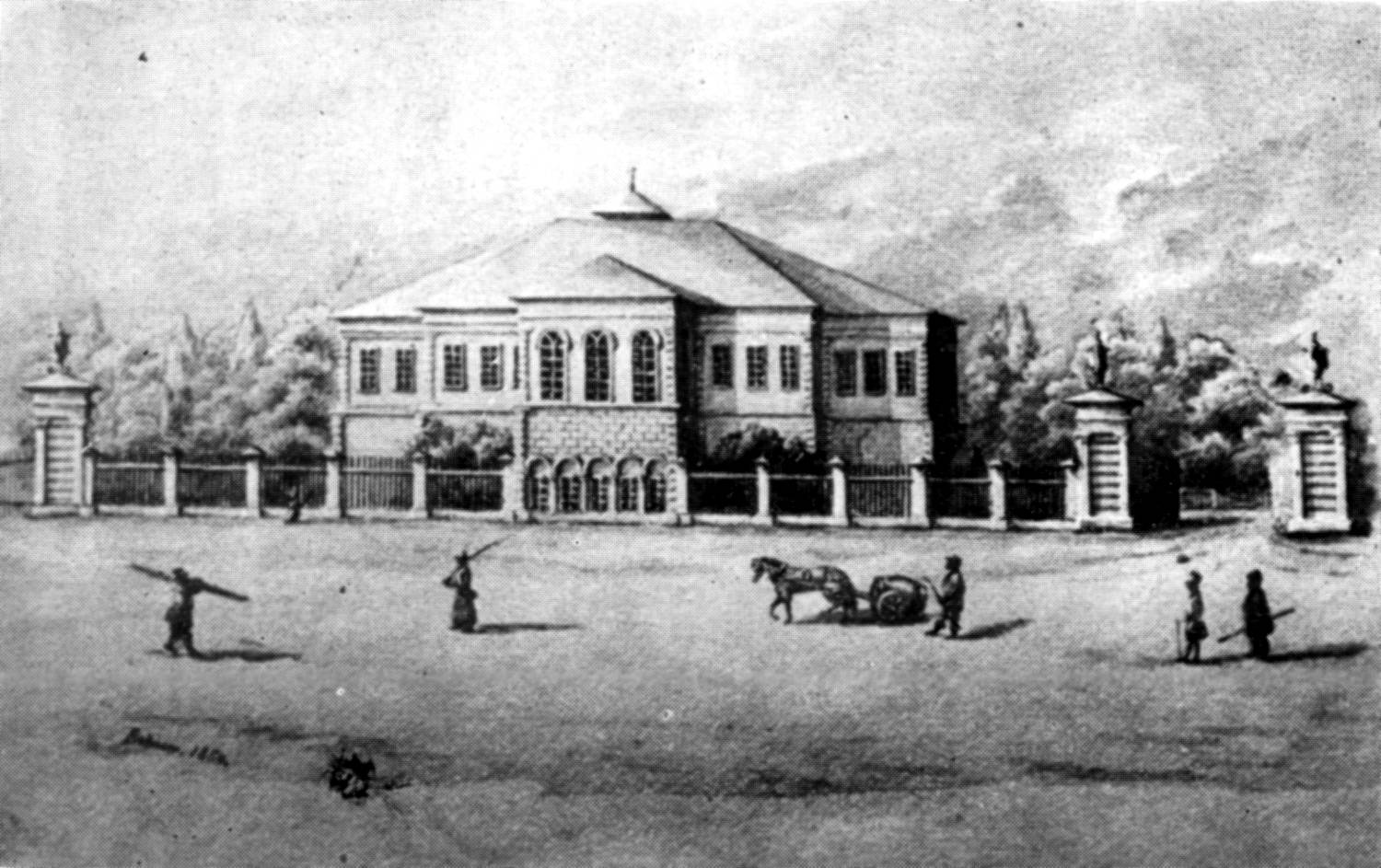
Casa marelui ban Mihai Ghica la începutul sec. 19
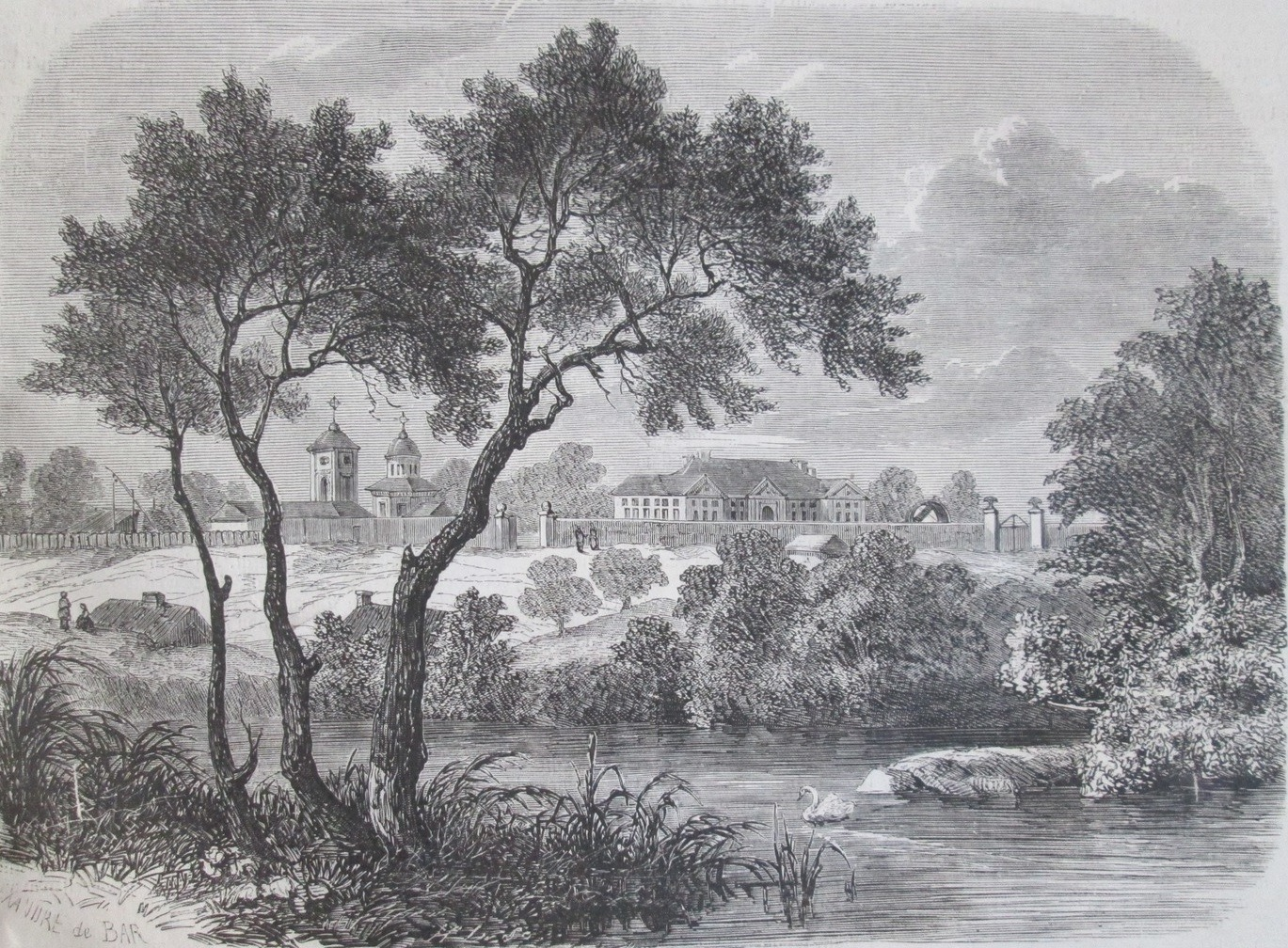
Palatul Ghica şi Biserica Teiul Doamnei Ghica (1859)
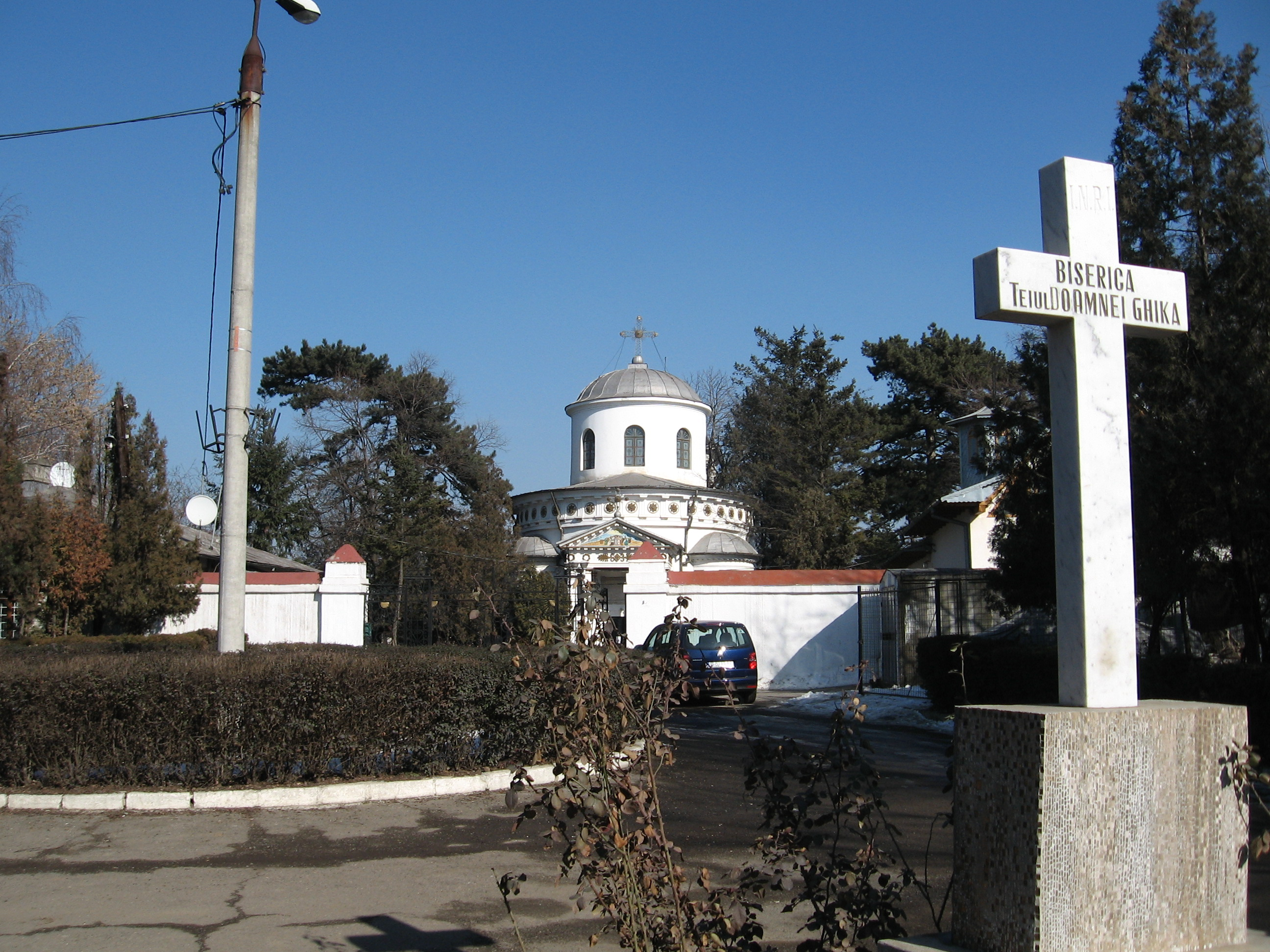
Biserica Teiul Doamnei Ghica (2006)
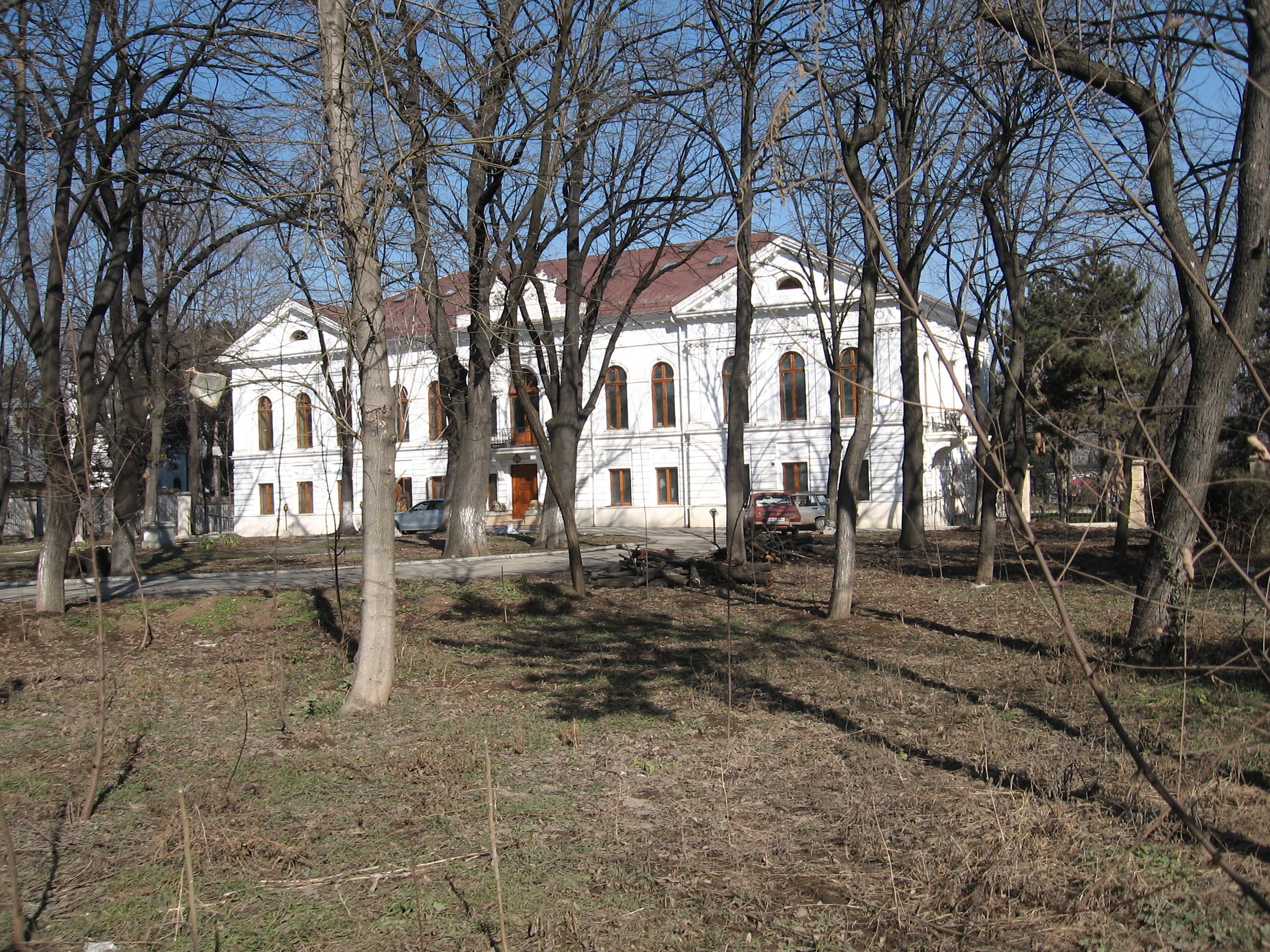
Palatul Ghica Tei (2014)
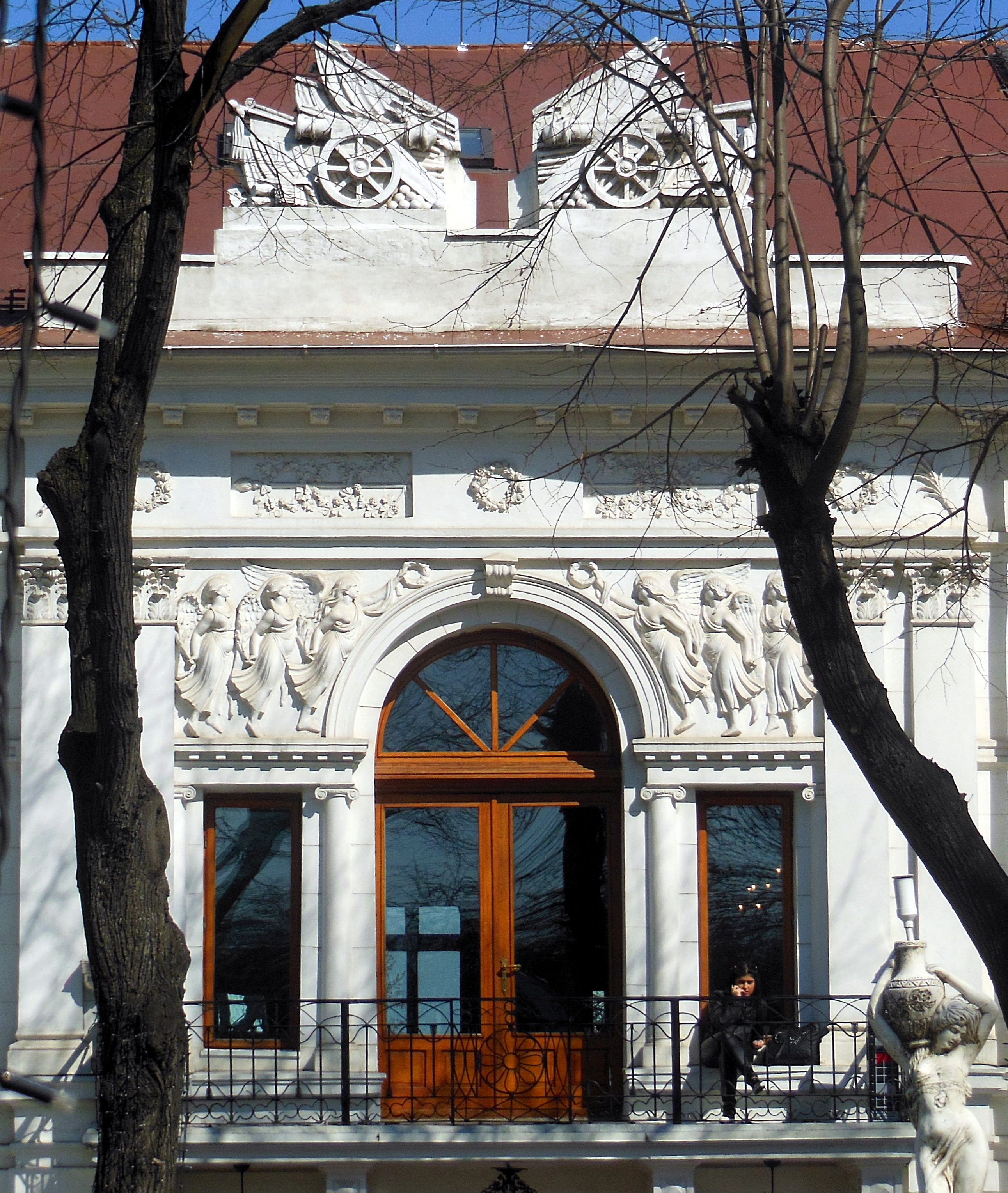
Palatul Ghica (detaliu: friză și timpan)
Stâlpii porții de acces în curtea palatului Ghica Tei din București